# Сълзотворен газ
Сълзотворният газ е вид несмъртоносно химическо оръжие. Това е сборно наименование за две групи силнодразнещи лигавиците химични съединения – иританти (дразнещи вещества) и лакриматори (сълзотворни; на латински: lacrima – „сълза“). Предизвикват парене в очите, обилно сълзене, кашлица и затруднено дишане. При поразяване с големи количества, както и при хора с алергии, и заболявания на сърцето и белия дроб, може да възникне белодробен оток и смърт от задушаване. Използват се от полицията и въоръжените сили за деморализиране и изтощаване на противника, разгонване на митинги, демонстрации, и други. Някои видове сълзотворен газ се съдържат в спрейовете за самозащита, които се продават свободно на гражданите в оръжейните магазини.
Най-често използваните видове сълзотворен газ са:
- CN газ (хлорацетофенон) – предизвиква дразнене в очите и обилно сълзотечение;
- CS газ (хлорбензолмалонодинитрил) – предизвиква силно парене в очите и носоглътката, болки в гърдите и задушаване. Във високи дози предизвиква дразнене на кожата;
- CR газ (дибензоксазепин) – предизвиква силно парене в очите и горните дихателни пътища, болки в гърдите, и задушаване. Поразява и кожата. 20 мг дибензоксазепин върху кожата предизвикват нетърпима болка, както изгаряне от 2 степен.